# Mitropacup 1965
De Mitropacup 1965 was de 25e editie van deze internationale beker en voorloper van de huidige Europacups.
De 5 deelnemende clubs kwamen ook dit jaar uit Hongarije, Italië, Joegoslavië, Oostenrijk en Tsjechoslovakije. Zowel de halvefinales (op 23 juni) als de finales (op 26 juni) betrof één wedstrijd en vonden alle vier in Wenen plaats.
 Voorronde 
| Winnaar         | Land               | Uitslagen | Land                 | Verliezer   |
| --------------- | ------------------ | --------- | -------------------- | ----------- |
| Vasas Boedapest | Vlag van Hongarije | 2-1 , 2-0 | Vlag van Joegoslavië | FK Sarajevo |

 Halve finale 
| Winnaar         | Land               | Uitslagen | Land                | Verliezer    |
| --------------- | ------------------ | --------- | ------------------- | ------------ |
| Vasas Boedapest | Vlag van Hongarije | 5-4       | Vlag van Tsjechië   | Sparta Praag |
| AC Fiorentina   | Vlag van Italië    | 3-0       | Vlag van Oostenrijk | Rapid Wien   |

 3e/4e plaats 
| WINNAAR      | Land              | Uitslagen | Land                | FINALIST   |
| ------------ | ----------------- | --------- | ------------------- | ---------- |
| Sparta Praag | Vlag van Tsjechië | 2-0       | Vlag van Oostenrijk | Rapid Wien |

 Finale 
| WINNAAR         | Land               | Uitslagen | Land            | FINALIST      |
| --------------- | ------------------ | --------- | --------------- | ------------- |
| Vasas Boedapest | Vlag van Hongarije | 1-0       | Vlag van Italië | AC Fiorentina |

1927 · 1928 · 1929 · 1930 · 1931 · 1932 · 1933 · 1934 · 1935 · 1936 · 1937 · 1938 · 1939 · 1940 · 1951 · 1955 · 1956 · 1957 · 1958 · 1959 · 1960 · 1961 · 1962 · 1963 · 1964 · 1965 · 1966 · 1967 · 1968 · 1969 · 1970 · 1971 · 1972 · 1973 · 1974 · 1975 · 1976 · 1977 · 1978 · 1980 · 1981 · 1982 · 1983 · 1984 · 1985 · 1986 · 1987 · 1988 · 1989 · 1990 · 1991 · 1992